# بي أتش بي بي.بي
بي أتش بي بي.بي (بالإنجليزية: phpBB)‏ هو برنامج منتديات مفتوح المصدر يصدر تحت رخصة GPL من جنو. كانت بدايته سنة 2000 ميلادية وهو مكتوب بلغة php يعمل على عدة قواعد البيانات منها: MySQL، وSQL Server، وبوستجري إس كيو إل، وأوراكل، وإس كيو لايت.

## نشأة phpBB
تم برمجة النسخة الأولى من phpBB من قبل جيمس اتكنسون (thefinn) في حزيران / يونية 2000 لزوجته، وبمجرد إطلاق النسخة للعموم في موقع سورس فورج، فإنه سرعان ما اكتسب المنتدى شعبية، وبحلول كانون الأول / ديسمبر من العام نفسه أصدرت النسخة v1.0.0.
وصدرت نسختين رئيسية هي 1.2 و1.4، وقدمت في شباط / فبراير ونيسان / أبريل من عام 2001. وخلال هذا الوقت، كان فريق التطوير يتكون من بارت فان bragt (bartvb) وبول س. اوين (psotfx).
العمل على phpBB 2.0.x بدء في شباط / فبراير من عام 2001. phpbb2 تم بناؤها من الصفر تماما، وتم العمل عليها لمدة سنة كاملة وأخيرا، في نيسان / أبريل من عام 2002، phpBB 2.0.0 كانت متاحة للجمهور. لتصبح انجح البرامج المنتديات مفتوحة المصدر في جميع أنحاء العالم.
العمل على 2,2 phpBB بدأ على الفور تقريبا واستمرت على مدى السنوات التالية. في 14 كانون الثاني 2005، أعلن عن التوقف لتطوير هذه النسخة بسبب مشاكل وتغيرات جذرية في البرمجيات واللغات المعتمدة لتلك البرمجيات، لذا تقرر أن الإصدار التالي من phpBB سوف يتعين 3.0.0، كما هو مطلوب بموجب نظام الترقيم لينكس وهكذا، بي أتش بي بي.بي - Olympus ولدت، وتم إطلاق النسخة النهائية في الثالث عشر من كانون الأول / ديسمبر 2007.

## الأمن
تعرضت لهجمة من قبل الدودة سانتي.

## الدعم العربي
مواقع للدعم العربي لهذه المنتديات:
- phpBBArabia.com.
- المنتديات العربية phpbb-ar.com.